# Nelly Kaplan
Nelly Kaplan foi uma cineasta, escritora e intelectual franco-argentina conhecida por seu trabalho irreverente e vanguardista que explorou temas de liberdade sexual, feminilidade, rebelião e poder feminino. Criada em Buenos Aires, Kaplan mudou-se para Paris na década de 1950, onde se conectou ao círculo surrealista e trabalhou com o cineasta Abel Gance, famoso por suas inovações visuais e narrativas no cinema mudo. Sob sua orientação, Kaplan começou a desenvolver um olhar único para o cinema, influenciado tanto pelo Surrealismo quanto pela sua própria visão feminista e provocadora.